# Loma Bonita, Chichiquila
Loma Bonita är en ort i Mexiko.   Den ligger i kommunen Chichiquila och delstaten Puebla, i den sydöstra delen av landet, 220 km öster om huvudstaden Mexico City. Loma Bonita ligger 1 999 meter över havet och antalet invånare är 106.
Terrängen runt Loma Bonita är kuperad åt sydväst, men åt nordost är den bergig. Runt Loma Bonita är det ganska glesbefolkat, med 36 invånare per kvadratkilometer. Närmaste större samhälle är Huatusco de Chicuellar, 13,2 km sydost om Loma Bonita. I omgivningarna runt Loma Bonita växer huvudsakligen savannskog.